# Plakoribates multicuspidatus
Plakoribates multicuspidatus är en kvalsterart som beskrevs av Popp 1960. Plakoribates multicuspidatus ingår i släktet Plakoribates och familjen Achipteriidae. Inga underarter finns listade i Catalogue of Life.